# Rivolta ionica
La rivolta ionica e le ribellioni associate avvenute in Eolide, in Doride, a Cipro e in Caria, furono sollevazioni militari in diverse regioni dell'Asia Minore contro il dominio persiano e durarono dal 499 a.C. al 493 a.C. La causa della ribellione fu l'insoddisfazione delle città greche dell'Asia Minore nei confronti dei tiranni nominati dalla Persia per dominarle, oltre che le azioni dei due tiranni di Mileto, Istieo ed Aristagora. Le città della Ionia erano state conquistate dalla Persia intorno al 540 a.C. e, successivamente, erano state governate da tiranni provenienti dall'Asia Minore, ma nominati dal satrapo persiano di Sardi. Nel 499, l'allora tiranno di Mileto, Aristagora, lanciò una spedizione congiunta con il satrapo persiano Artaferne per conquistare Nasso, nel tentativo di rafforzare la sua posizione nella stima del Gran Re. La missione fallì: avvertendo la sua imminente destituzione dal ruolo di tiranno, Aristagora scelse di incitare tutta la Ionia a ribellarsi contro il re persiano Dario il Grande.
Nel 498 a.C., sostenuti dalle truppe di Atene ed Eretria, gli Ioni marciarono verso Sardi, la conquistarono (tranne l'acropoli) e le appiccarono il fuoco. Ma nel viaggio di ritorno alla Ionia furono inseguiti dalle truppe persiane e duramente sconfitti nella battaglia di Efeso. Questa campagna fu l'unica azione offensiva degli Ioni, che successivamente si portarono sulla difensiva. I Persiani risposero nel 497 a.C. con un attacco tripartito volto a riconquistare le zone periferiche della ribellione, ma la diffusione della rivolta in Caria fece sì che il grosso dell'esercito persiano, comandato da Daurise, fosse trasferito lì. Mentre inizialmente la campagna ebbe successo, l'esercito fu annientato in un agguato nella battaglia di Pedaso (496 a.C.). Ciò determinò una situazione di stallo fino al 495 a.C.
Nel 494 a.C. l'esercito persiano e la marina si unirono e puntarono verso il cuore della ribellione, Mileto. La flotta ionica cercò di difendere Mileto per mare, ma venne duramente sconfitta nella battaglia di Lade, dopo la defezione di Samo. Mileto venne poi assediata e presa e la sua popolazione ridotta in schiavitù dai Persiani. Questa doppia sconfitta concluse la rivolta ed i Cari si arresero. Nel 493 a.C. i Persiani riconquistarono le città della costa occidentale che ancora resistevano, prima di concludere con la Ionia un accordo di pace che fu da tutti considerato giusto ed equo.
La rivolta ionica rappresentò il primo grande conflitto tra la Grecia e l'Impero persiano e segnò l'inizio della prima fase delle guerre persiane. Anche se l'Asia Minore era stata ricondotta sotto il dominio persiano, Dario decise di punire Atene ed Eretria per aver sostenuto la rivolta. Inoltre, visto che la miriade di città-stato della Grecia rappresentava una costante minaccia per la stabilità del suo impero, secondo Erodoto Dario decise di conquistare tutta la Grecia. Nel 492 a.C. iniziò, come conseguenza diretta della rivolta ionica, la prima invasione persiana della Grecia.

## Fonti

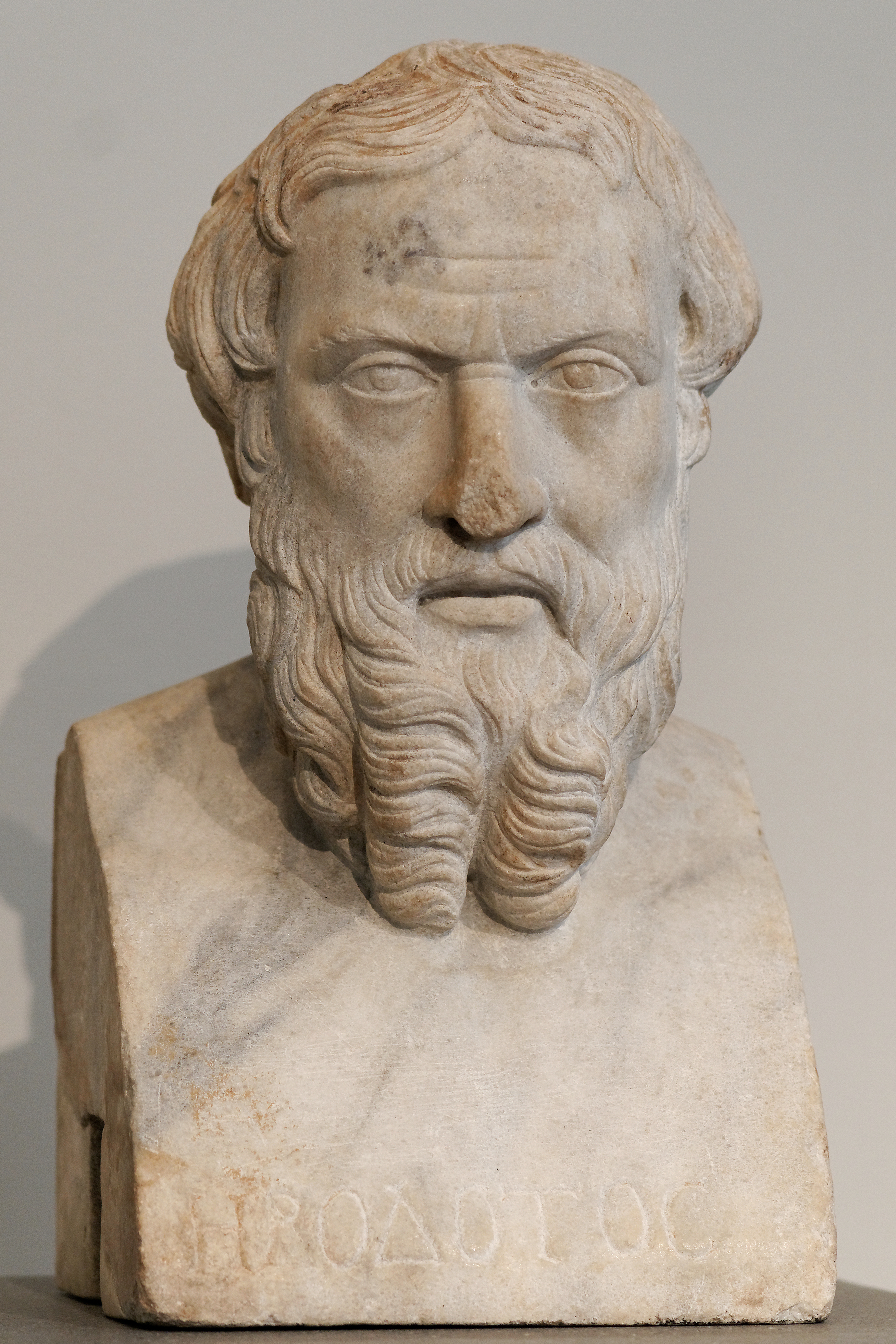
Busto di Erodoto, collocato al Metropolitan Museum of Art.

L'unica fonte primaria per la rivolta ionica è lo storico greco Erodoto. Egli, chiamato anche "Padre della Storia", nacque nel 484 a.C. ad Alicarnasso, in Asia Minore (allora sotto il dominio persiano). Scrisse le Storie (in greco antico: Ἰστορίαι?), tra il 440 ed il 430 a.C., e ricercò in esse le origini delle guerre persiane, passate da non molto poiché terminarono definitivamente nel 450 a.C.. L'approccio alla storia di Erodoto era del tutto nuovo, tanto da essergli riconosciuta la paternità della storiografia com'è oggi. Come disse Holland: "Per la prima volta uno storico cercò di rintracciare le origini di un conflitto così vicino da non essere avvolto da circostanze favolose, dai capricci e desideri di qualche dio, dalla necessità del destino di un popolo, apportando spiegazioni da lui verificabili di persona".
Alcuni successivi storici antichi, pur seguendo la sua strada, lo criticarono, a partire da Tucidide. Tuttavia Tucidide fece iniziare la propria opera da dove Erodoto aveva terminato la sua (l'assedio di Sesto), quindi presumibilmente riteneva che la versione dei fatti data da Erodoto fosse abbastanza accurata da non avere bisogno di essere riscritta o corretta.
Plutarco criticò Erodoto in Sulla malignità di Erodoto, dove lo descrive come amico dei Persiani (in greco antico: φιλοβάρβαρος?, "amico dei barbari") e non abbastanza filellenico, il che, però, potrebbe dimostrare che Erodoto abbia effettivamente svolto un lavoro imparziale. Fino al Rinascimento è stata tramandata una visione negativa di Erodoto, che comunque rimase un autore molto letto. Tuttavia, dal XIX secolo, lo storico venne riabilitato grazie ad alcuni reperti archeologici che hanno più volte confermato la sua versione dei fatti. Oggi si ritiene che Erodoto abbia fatto un notevole lavoro nelle sue Storie, ma che alcuni dei dettagli specifici (in particolare i numeri delle truppe e le date) dovrebbero essere considerati con scetticismo. Nonostante tutto ci sono ancora molti storici che credono che il racconto di Erodoto abbia una connotazione antipersiana e che gran parte della sua storia sia stata arricchita con particolari drammatici.

## Antefatto
Nell'età che seguì il crollo della civiltà micenea, un numero significativo di Greci emigrò in Asia Minore e vi si stabilì. Questi coloni provenivano da tre popolazioni: Eoli, Dori ed Ioni. Gli Ioni si insediarono lungo le coste della Lidia e della Caria, dove fondarono le dodici città che costituivano l'Ionia. Queste città erano Mileto, Miunte e Priene in Caria, Efeso, Colofone, Lebedo, Teo, Clazomene, Focea ed Eritre in Lidia e le isole di Samo e Chio. Anche se le città ioniche erano indipendenti l'una dall'altra, riconoscevano la loro comune origine e avevano un tempio e luogo di incontro comune, il Panionion. Nacque così una lega culturale a cui si unirono altre città o altri Ioni. Le città della Ionia erano rimaste indipendenti fino a quando furono conquistate dal famoso re di Lidia Creso, intorno al 560 a.C. Le città ioniche rimasero sotto il dominio della Lidia fino a quando questa non venne a sua volta conquistata dall'Impero achemenide di Ciro il Grande.
Mentre stava combattendo contro i Lidi, Ciro aveva inviato dei messaggeri agli Ioni chiedendo loro di ribellarsi ai vecchi dominatori, ma i Greci si rifiutarono. Dopo che Ciro ebbe completato la conquista della Lidia, però, gli Ioni chiesero di essere suoi sudditi sotto le stesse condizioni di quando erano soggetti Creso. Ciro rifiutò, ricordando la riluttanza degli Ioni ad aiutarlo in precedenza. Gli Ioni così si prepararono a difendersi e Ciro inviò il generale medio Arpago alla conquista della Ionia. In primo luogo attaccò Focea, chiedendo ai suoi abitanti la demolizione di un solo baluardo e la concessione di una sola casa in segno di sottomissione. I Focesi chiesero un giorno per decidere ed Arpago, capendo il loro piano, richiamò il suo esercito. Nel frattempo i Focesi lasciarono la città sulle navi con tutti i loro beni mobili, ed Arpago occupò la zona. Prima però che i Focesi lasciassero l'Egeo nel viaggio verso la Corsica, tornarono alla loro città e massacrarono la guarnigione persiana. Dopo di che fecero sacro giuramento che mai più avrebbero fatto ritorno in città affondando in mare una massa di ferro rovente: nonostante ciò, parte di loro sciolse il giuramento e tornò in patria. La restante parte dei Focesi, dopo una vittoria cadmea contro Cartaginesi e Etruschi coalizzatisi contro di loro, navigarono alla volta di Reggio Calabria. Anche alcuni Teiani scelsero di emigrare quando Arpago attaccò Teo, ma il resto degli Ioni rimase e venne conquistato.
I Persiani incontrarono serie difficoltà nel governare gli Ioni. Nelle altre zone dell'impero Ciro era stato in grado di garantirsi l'appoggio dei capi delle popolazioni nella loro sottomissione, come il sacerdozio di Giudea. Nelle città greche in quel momento non esisteva nessun gruppo di quelle caratteristiche; l'aristocrazia era divisa in fazioni in lotta tra di loro. I Persiani così decisero di istituire un tiranno in ogni città ionica, anche se questi avrebbe potuto scatenare conflitti interni tra gli Ioni. Inoltre, un tiranno avrebbe potuto rendere la sua città indipendente, e così avrebbe dovuto essere sostituito. I tiranni stessi si trovarono di fronte ad un compito difficile: dovevano infatti placare l'odio dei loro concittadini nei confronti dei Persiani, i loro conquistatori.
Circa 40 anni dopo la conquista persiana della Ionia, durante il regno del quarto re achemenide, Dario il Grande, il tiranno di Mileto Aristagora si trovò in una situazione favorevole. Suo zio, Istieo, aveva accompagnato Dario in una campagna militare nel 513 a.C. e, quando il re gli offrì una ricompensa, aveva chiesto per sé una parte del territorio conquistato della Tracia. Anche se questa gli venne effettivamente concessa, l'ambizione di Istieo allarmò i consiglieri di Dario, ed Istieo fu quindi ulteriormente "premiato" venendo costretto a rimanere a Susa come "Compagno reale di tavola" di Dario. Vista la reputazione di Istieo, Aristagora fu accolto con un grande malcontento a Mileto. Nel 500 a.C. Aristagora venne avvicinato da alcuni esuli di Nasso, che gli chiesero di conquistare l'isola. Cogliendo l'opportunità di rafforzare la sua posizione a Mileto conquistando Nasso, Aristagora si rivolse al satrapo di Lidia, Artaferne, con una proposta. Se Artaferne gli avesse fornito un esercito, Aristagora avrebbe conquistato l'isola, estendendo così i confini dell'Impero persiano, e avrebbe poi dato ad Artaferne una parte del bottino per coprire il costo dell'esercito. Il satrapo approvò l'idea e chiese a Dario il permesso di lanciare la spedizione. Questo acconsentì, e venne predisposta una flotta di 200 triremi per attaccare Nasso l'anno successivo.

## La campagna di Nasso
Nella primavera del 499 a.C. Artaferne organizzò l'esercito persiano e mise suo cugino Megabate al comando. Egli inviò quindi delle navi a Mileto, dove le truppe arruolate da Aristagora si imbarcarono; la flotta salpò allora per Nasso.
La spedizione ben presto si dimostrò un fallimento. Aristagora e Megabate litigarono durante il viaggio ed Erodoto dice che Megabate poi mandò dei messaggeri a Nasso per avvertirne gli abitanti dell'intenzione dell'esercito. È anche possibile, però, che questa versione dei fatti sia stata diffusa da Aristagora per giustificarsi del fallimento della campagna. In ogni caso, gli abitanti dell'isola riuscirono a prepararsi adeguatamente all'assedio ed i Persiani arrivarono quando l'isola si presentava già ben difesa. I Persiani protrassero l'assedio per quattro mesi, ma alla fine sia gli assediati che Aristagora terminarono i fondi a disposizione. La flotta quindi fece nuovamente rotta verso la terraferma.

## Inizio della rivolta
A causa del fallimento del suo tentativo di conquistare Nasso, Aristagora si trovò in difficoltà: non era in grado di rimborsare Artaferne e si era, inoltre, allontanato dalla famiglia reale persiana. Si aspettava di essere cacciato dalla sua posizione da Artaferne. In un disperato tentativo di salvare se stesso, Aristagora scelse di spingere i suoi sudditi, i Milesi, a ribellarsi contro la Persia, iniziando così la rivolta ionica.
Nell'autunno del 499 a.C. Aristagora si riunì con i suoi uomini di fiducia a Mileto. Dichiarò che a suo parere i Milesi avrebbero dovuto ribellarsi; tutti sono concordi nel giudicare vero questo, tranne lo storico Ecateo. Contemporaneamente a Mileto giunse un messaggero inviato da Istieo, che chiedeva ad Aristagora di ribellarsi contro Dario. Erodoto aggiunge che questo, probabilmente, avvenne perché Istieo voleva disperatamente tornare in Ionia, e credeva di esserci rimandato nel caso in cui fosse scoppiata una ribellione. Aristagora quindi annunciò apertamente la sua rivolta contro Dario, abdicò dal suo ruolo di tiranno e dichiarò Mileto una democrazia. Erodoto non ha alcun dubbio sul fatto che questo fosse stato solo un pretesto da parte della fazione di Aristagora per prendere il potere, ma venne pensato per infondere entusiasmo nei Milesi che si fossero uniti alla rivolta. L'esercito che era stato inviato a Nasso venne radunato a Myus e incluse contingenti provenienti da altre città greche dell'Asia Minore (cioè dall'Eolia e dalla Doride), e da Mitilene, Milas, Termera e Cuma. Aristagora inviò degli uomini per catturare tutti i tiranni greci presenti nell'esercito e li consegnò alle loro città al fine di ottenere la cooperazione di quelle comunità. Alcuni dei tiranni furono giustiziati dai loro concittadini, ma la maggior parte di quelli fu semplicemente mandata in esilio. Pare che fosse stato anche incitato l'esercito ad unirsi alla rivolta di Aristagora (anche se Erodoto non lo afferma esplicitamente), e i ribelli presero possesso delle navi dei Persiani. Se quest'ultima informazione è vera, si può spiegare perché i Persiani impiegarono tanto tempo per sferrare un attacco navale alla Ionia, dal momento che avrebbero avuto bisogno di costruire una nuova flotta.

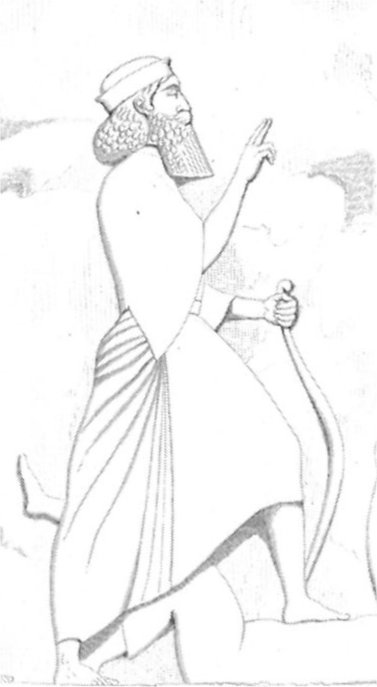
Immagine di Dario I di Persia, dall'iscrizione di Behistun.

Anche se Erodoto mostra la rivolta come conseguenza delle motivazioni personali di Aristagora e di Istieo,  che avevano paura di perdere le loro posizioni di potere, comunque la Ionia era pronta per la ribellione. La principale sofferenza erano i tiranni installati dai Persiani (fra i quali lo stesso Aristagora). Anche se gli stati dell'Ellade erano stati in passato spesso governati da tiranni, in quel periodo quella forma di governo non era concepibile. Inoltre, i tiranni del passato erano, anche perché era necessario, capaci di essere capi forti e valorosi, mentre i governatori nominati dai Persiani erano semplicemente i rappresentanti di quelli. Sostenuti dall'esercito persiano, questi tiranni non ebbero bisogno del sostegno della popolazione e poterono quindi agire in assoluta autonomia. Le azioni di Aristagora, a prescindere alle motivazioni, furono paragonate da alcuni al lancio di una fiamma in un contenitore di sostanze potenzialmente esplosive: fecero scoppiare la ribellione in tutta la Ionia, e, al posto delle tirannidi – abolite ovunque – furono instaurate delle democrazie.
Aristagora aveva fatto ribellare tutta l'Asia Minore ellenizzata, ma si rese conto che gli Ioni avevano bisogno di altri alleati per combattere con successo contro i Persiani. Nell'inverno del 499 a.C. si recò a Sparta, la città greca più importante in fatto di arte militare. Tuttavia, nonostante le suppliche di Aristagora, il re spartano Cleomene I si rifiutò ad appoggiare la rivolta. Aristagora quindi si diresse ad Atene.
Atene era recentemente diventata una democrazia, avendo rovesciando il proprio tiranno Ippia. Nella lotta per istituire la democrazia gli Ateniesi avevano chiesto aiuti ai Persiani in cambio di entrare nell'area di influenza persiana. Alcuni anni più tardi, Ippia aveva tentato di riconquistare il potere ad Atene con l'appoggio degli Spartani. Questo tentativo non riuscì e Ippia fuggì presso Artaferne, che cercò di convincere a soggiogare Atene. Gli Ateniesi inviarono degli ambasciatori ad Artaferne per dissuaderlo dall'intraprendere azioni militari, ma il persiano intimò gli Ateniesi a sottomettersi nuovamente alla tirannide di Ippia. Naturalmente gli Ateniesi non accettarono e decisero invece di dichiarare apertamente guerra alla Persia. Poiché era già sfavorevole alla Persia, Atene era la città giusta per sostenere le città della Ionia nella rivolta. Il fatto che le democrazie ioniche si siano ispirate alla democrazia ateniese contribuì a convincere gli Ateniesi a sostenere la rivolta di Aristagora, anche perché le città della Ionia erano in parte antiche colonie attiche.
Aristagora riuscì anche a convincere la città di Eretria ad aiutare gli Ioni per ragioni che non sono del tutto chiare. Tra queste probabilmente motivi commerciali, infatti Eretria era una città mercantile il cui commercio era minacciato dal dominio persiano del Mar Egeo. Erodoto afferma che gli Eretriesi sostennero la rivolta al fine di ricambiare il supporto che i Milesi avevano dato loro qualche tempo prima, forse riferendosi alla guerra lelantina.

## L'offensiva ionica
Durante l'inverno Aristagora continuò a fomentare la ribellione. In un'occasione disse ad un gruppo di Peoni, originari della Tracia e che Dario aveva portato a vivere in Frigia, di tornare in patria. Erodoto dice che l'unico motivo che lo spinse a dire ciò fu l'intenzione di far irritare l'alto comando persiano.

### Sardi
Nella primavera del 498 a.C. un contingente ateniese di venti triremi, accompagnato da cinque imbarcazioni di Eretria, salpò verso la Ionia e si unì con il grosso delle forze ribelli nei pressi di Efeso. Rinunciando a condurre personalmente l'esercito, Aristagora nominò generali suo fratello Caropino ed un altro uomo di Mileto, Ermofanto.
Le truppe furono poi guidate attraverso le montagne fino a Sardi, capitale della satrapia di Artaferne. I Greci colsero i Persiani di sorpresa e riuscirono a conquistare la parte bassa della città. Tuttavia i Persiani tenevano ancora la cittadella con un numero significativo di soldati. Nella città bassa scoppiò un incendio, secondo Erodoto accidentale, che si diffuse rapidamente. I Persiani nella cittadella, essendo circondati da una città in fiamme, uscirono nella piazza del mercato, dove combatterono con i Greci respingendoli. Questi, demoralizzati, si ritirarono e ritornarono ad Efeso. I persiani li inseguirono infliggendo loro una dura sconfitta.
Erodoto riferisce che quando Dario sentì dell'incendio di Sardi giurò che si sarebbe vendicato contro gli Ateniesi (dopo aver chiesto chi erano davvero costoro), ed ordinò ad un servo di ricordargli tre volte al giorno la sua promessa con le parole: "Signore, ricorda gli Ateniesi".

### La battaglia di Efeso
Erodoto dice inoltre che quando i Persiani dell'Asia Minore seppero dell'attacco a Sardi si riunirono e marciarono in aiuto ad Artaferne. Quando giunsero a Sardi trovarono una città abbandonata da poco dai Greci; seguirono così le loro tracce verso Efeso. Li raggiunsero appena fuori Efeso ed i Greci furono costretti a voltarsi e a prepararsi a combattere. Holland scrive che le truppe persiane erano principalmente costituite dalla cavalleria (da qui la loro capacità di recuperare terreno con i Greci).
I Greci, demoralizzati e stanchi, soverchiati dalla mobilità della cavalleria non furono in grado di sostenere l'attacco persiano e furono completamente sbaragliati nella battaglia. Molti dei ribelli e dei loro alleati furono uccisi, tra cui il generale degli Eretriesi, Eualcide. Gli Ioni che scamparono alla battaglia tornarono alle proprie città, mentre i restanti Ateniesi ed Eretriesi riuscirono a tornare alle loro navi e salparono di nuovo verso la Grecia.

### Diffusione della rivolta
Gli Ateniesi ritirarono l'alleanza con gli Ioni poiché i Persiani avevano dimostrato di essere tutt'altro che facili da sconfiggere, come invece aveva detto Aristagora. Tuttavia gli Ioni non terminarono la rivolta ed i Persiani non sfruttarono la loro vittoria ad Efeso. Presumibilmente le truppe persiane non erano pronte per assediare una città. Nonostante la sconfitta ad Efeso, la rivolta si diffuse ulteriormente. Gli Ioni inviarono uomini in Ellesponto e Propontide e conquistarono Bisanzio e le altre città vicine. Convinsero inoltre i Cari ad unirsi alla ribellione. Visto il rapido diffondersi della ribellione, anche i regni di Cipro si rivoltarono contro dominio persiano senza che nessuno, dalla Ionia, fosse venuto ad incitarli.

## Controffensiva persiana
Nell'opera di Erodoto la cronologia circa gli eventi successivi alla battaglia di Efeso è ambigua: gli storici collocano generalmente Sardi ed Efeso nel 498 a.C. Erodoto quindi descrive la diffusione della rivolta e dice che i Ciprioti ebbero un anno di libertà, quindi gli eventi accaduti a Cipro vengono posti nel 497 a.C. Poi dice che:
(Erodoto, V, 116.)
Ciò implica il fatto che i generali persiani attaccarono subito dopo la battaglia di Efeso. Tuttavia le città che, secondo Erodoto, furono assediate da Daurise erano sull'Ellesponto, che (come lo stesso storico aveva detto precedentemente) non fu coinvolto nella rivolta se non dopo Efeso. È quindi più probabile che Daurise, Imee e Otane aspettarono fino alla stagione successiva (nel 497 a.C.) prima di passare alla controffensiva. Le azioni persiane nell'Ellesponto e in Caria che Erodoto descrive sembrano essere accadute nello stesso anno e la maggior parte degli storici le colloca nel 497 a.C.

### Cipro
A Cipro si ribellarono tutti i regni fuorché quello di Amatunte. Il capo della rivolta nell'isola era Onesilo, fratello del re di Salamina Gorgo. Questo non avrebbe voluto ribellarsi, così Onesilo lo imprigionò fuori dalla città e si nominò re. Gorgo passò dalla parte dei Persiani e Onesilo convinse gli altri Ciprioti, a parte gli Amatuntesi, ad unirsi alla rivolta. Poi si dedicò all'assedio di Amatunte.
L'anno successivo, il 497 a.C., Onesilo, che stava ancora assediando Amatunte, venne a conoscenza del fatto che un esercito persiano sotto la guida di Artibio era stato inviato a Cipro. Onesilo quindi inviò dei messaggeri in Ionia chiedendo loro di inviare rinforzi, cosa che venne fatta copiosamente. Le truppe persiane giunsero a Cipro supportate da una flotta fenicia: gli Ioni scelsero di combattere in mare e sconfissero i Fenici. Nella contemporanea battaglia terrestre i Ciprioti inizialmente si trovarono in vantaggio, avendo ucciso Artibio; tuttavia due reparti ciprioti defezionarono e gli isolani furono volti in fuga e Onesilo venne ucciso. La rivolta di Cipro fu quindi stroncata e gli Ioni tornarono alla loro patria.

### Ellesponto e Propontide
Pare che le truppe persiane in Asia Minore siano state riorganizzate nel 497 a.C. e tre dei figli adottivi di Dario, Daurise, Imee ed Otane, furono posti alla guida dell'esercito. Erodoto dice che questi divisero tra di loro il territorio dei ribelli e quindi agirono indipendentemente nella loro area.
Daurise, che sembra aver avuto l'esercito più consistente, inizialmente portò le sue truppe in Ellesponto. Arrivatovi, assediò e conquistò le città di Dardano, Abido, Percote, Lampsaco e Peso, a detta di Erodoto impiegando un solo giorno per ognuna. Tuttavia, quando seppe che i Cari si stavano ribellando, spostò le truppe verso sud per tentare di schiacciare questa nuova rivolta. Da ciò si deduce che la ribellione in Caria si svolse all'inizio del 497 a.C.
Imee si diresse verso la Propontide e conquistò la città di Cio. Dopo che Daurise ebbe spostato il suo esercito verso la Caria, Imee marciò sull'Ellesponto e catturò molte delle città dell'Eolide ed alcune della Troade. Ma la sua campagna terminò con la sua morte in seguito ad una malattia. Nel frattempo Otane, insieme ad Artaferne, guerreggiò in Ionia.

### Caria

#### Battaglia di Marsia
I Cari, saputo dell'imminente arrivo di Daurise, si riunirono ai "Pilastri bianchi", sul fiume Marsia (odierno Çine), un affluente del Meandro. Pixodoro, un parente del re di Cilicia, suggerì che i Cari dovessero attraversare il fiume e combattere con questo alle loro spalle, in modo da impedire una loro ritirata e farli combattere più coraggiosamente. Questa proposta fu respinta ed i Cari fecero in modo che fossero i Persiani ad attraversare il fiume e a combattere contro di loro con quello alle spalle. La battaglia che ne seguì fu, secondo Erodoto, molto lunga; i Cari lottarono strenuamente prima di soccombere sotto al peso dei Persiani, molto più numerosi. Erodoto scrive che morirono 10 000 Cari e 2 000 Persiani.

#### Battaglia di Labraunda
I sopravvissuti a Marsia si ritirarono in un bosco sacro a Zeus a Labraunda e discussero sulla resa ai Persiani o sulla fuga in Asia. Però, mentre deliberavano, furono raggiunti da un esercito di Mileto, che, con il suo supporto, li convinse a continuare a combattere. I Persiani attaccarono l'esercito ribelle a Labraunda e gli inflissero una sconfitta ancora più pesante, uccidendo un numero particolarmente grande di Milesi.

#### Battaglia di Pedaso
Dopo la doppia vittoria contro i Cari, Daurise si diede alla distruzione di alcune roccaforti di quella popolazione. I Cari, però, vollero continuare ad opporsi al Persiano e decisero di porre un agguato a questo sulla strada vicino a Pedaso. Erodoto scrive che ciò avvenne subito dopo Labraunda, ma è stata formulata l'ipotesi che la battaglia di Pedaso si sia verificata l'anno successivo, il 496 a.C., così che i Cari ebbero il tempo di riorganizzarsi. I Persiani giunsero a Pedaso durante la notte e l'agguato riuscì alla perfezione. L'esercito persiano fu annientato e Daurise e gli altri comandanti furono uccisi. La vittoria dei ribelli a Pedaso sembra aver dato origine ad una situazione di stallo nella campagna terrestre, e, a quanto pare, si guerreggiò molto poco nel 496 e 495 a.C.

### Ionia
Il terzo esercito persiano, sotto il comando di Otane ed Artaferne, attaccò la Ionia e l'Eolide. Vennero riconquistate, probabilmente nel 497 a.C., Clazomene e Cuma, ma, probabilmente a causa della sconfitta subita in Caria, nel 496 e 495 a.C. le operazioni dei Persiani vennero rallentate.
Al culmine della controffensiva persiana Aristagora, rendendosi conto dell'insostenibilità della sua posizione, decise di abbandonare la guida di Mileto e della rivolta. Abbandonò la città con tutti i membri della sua fazione, che lo accompagnarono fino alla parte della Tracia che Dario aveva concesso ad Istieo dopo la campagna del 513 a.C. Erodoto, che evidentemente ci dà una visione alquanto negativa di lui, dice che Aristagora semplicemente perse il coraggio e fuggì. Alcuni storici moderni sostengono invece che si spostò in Tracia per sfruttare le maggiori risorse naturali della regione, e quindi per sostenere la rivolta. Altri ribadiscono che, trovatosi al centro di un conflitto interno a Mileto, scelse di andare in esilio piuttosto che aggravare la situazione.
In Tracia prese il controllo della città che Istieo aveva fondato, Mircino (che sarebbe poi divenuta Amfipoli), e intraprese una campagna contro la popolazione trace della zona. Ma fu ucciso dai Traci nel corso di una campagna, probabilmente nel 497 o 496 a.C. Aristagora era l'unica persona in grado di dare un senso alla rivolta; dopo la sua morte quindi la ribellione rimase senza un capo.
Poco dopo Istieo poté liberarsi dai suoi obblighi a Susa e tornò in Ionia. Aveva convinto Dario a lasciarlo viaggiare lì promettendogli che avrebbe fatto cessare la rivolta degli Ioni. Tuttavia per Erodoto non c'è alcun dubbio che il suo vero obiettivo fosse semplicemente quello di sfuggire dalla semischiavitù in Persia. Non appena arrivò a Sardi fu accusato da Artaferne di fomentare la ribellione insieme ad Aristagora: "Ti dirò, Istieo, la verità su questa faccenda: sei stato tu a creare questa scarpa, e Aristagora fu quello che la indossò". Istieo fuggì quella notte a Chio e, infine, ritornò a Mileto. Però i Milesi non avevano assolutamente intenzione di risottomettersi ad un tiranno, essendosi appena sbarazzati del precedente. Egli dunque si diresse verso Mitilene e convinse i suoi abitanti a fornirgli otto triremi. Salpò per Bisanzio con tutti coloro che lo avrebbero voluto seguire e vi si stabilì, vivendo catturando tutte le navi che navigavano attraverso il Bosforo, a meno che non decidessero di servirlo.

## Fine della rivolta

### Battaglia di Lade
Al sesto anno della rivolta, il 494 a.C., le truppe persiane si erano riunite. Le forze terrestri disponibili furono raccolte in un unico esercito e furono affiancati da una flotta formata da Ciprioti, Egiziani, Cilici e Fenici. I Persiani si diressero direttamente a Mileto, prestando poca attenzione alle altre roccaforti, presumibilmente con l'intenzione di assestare un duro colpo proprio al centro della rivolta. Si sa che il generale medio Dati, esperto di politica greca, fu inviato in Ionia da Dario; è quindi possibile che questo fosse al comando dell'offensiva persiana.
Venendo a conoscenza della consistenza dell'esercito nemico, gli Ioni si incontrarono al Panionio e decisero di non combattere a terra, lasciando ai Milesi la difesa della loro città. Scelsero piuttosto di riunire il maggior numero di navi possibile e dirigersi all'isola di Lade, al largo di Mileto, al fine di "combattere per Mileto in mare". Gli Ioni ricevettero i rinforzi dall'Eolide e da Lesbo, riuscendo ad avere in totale 353 triremi.
Secondo Erodoto i comandanti persiani temevano di non essere in grado di sconfiggere la flotta degli Ioni e, quindi, di non poter conquistare Mileto. Così mandarono gli ex tiranni ionici a Lade, dove cercarono di convincere i loro concittadini a passare dalla parte dei Persiani. Questo tentativo è inizialmente non ebbe successo, ma nel periodo prima della battaglia sorsero delle divisioni all'interno del campo ribelle. Queste discordanze fecero sì che i soldati di Samo segretamente accettarono le condizioni dei Persiani, ma rimasero con gli altri Ioni per un po' di tempo.
Poco dopo la flotta persiana mosse per attaccare gli Ioni, che stavano navigando incontro a loro. Tuttavia, dal momento che i due schieramenti si avvicinavano l'uno all'altro, le navi di Samo abbandonarono il luogo in cui si trovavano e tornarono in patria, come avevano concordato con i Persiani. I Lesbi, vedendoli fuggire, decisero di emularli, causando la dissoluzione del resto dell'armata ionica. Le truppe di Chio, insieme ad un piccolo numero di navi provenienti da altre città, rimasero a combattere valorosamente contro i Persiani, ma la maggior parte degli Ioni tornò alla propria patria. I ribelli rimasti, ad un certo punto, sfondarono la linea persiana e catturarono molte navi, ma subirono a loro volta molte perdite; probabilmente le navi di Chio che rimanevano se ne andarono, ponendo così fine alla battaglia.

### Caduta di Mileto

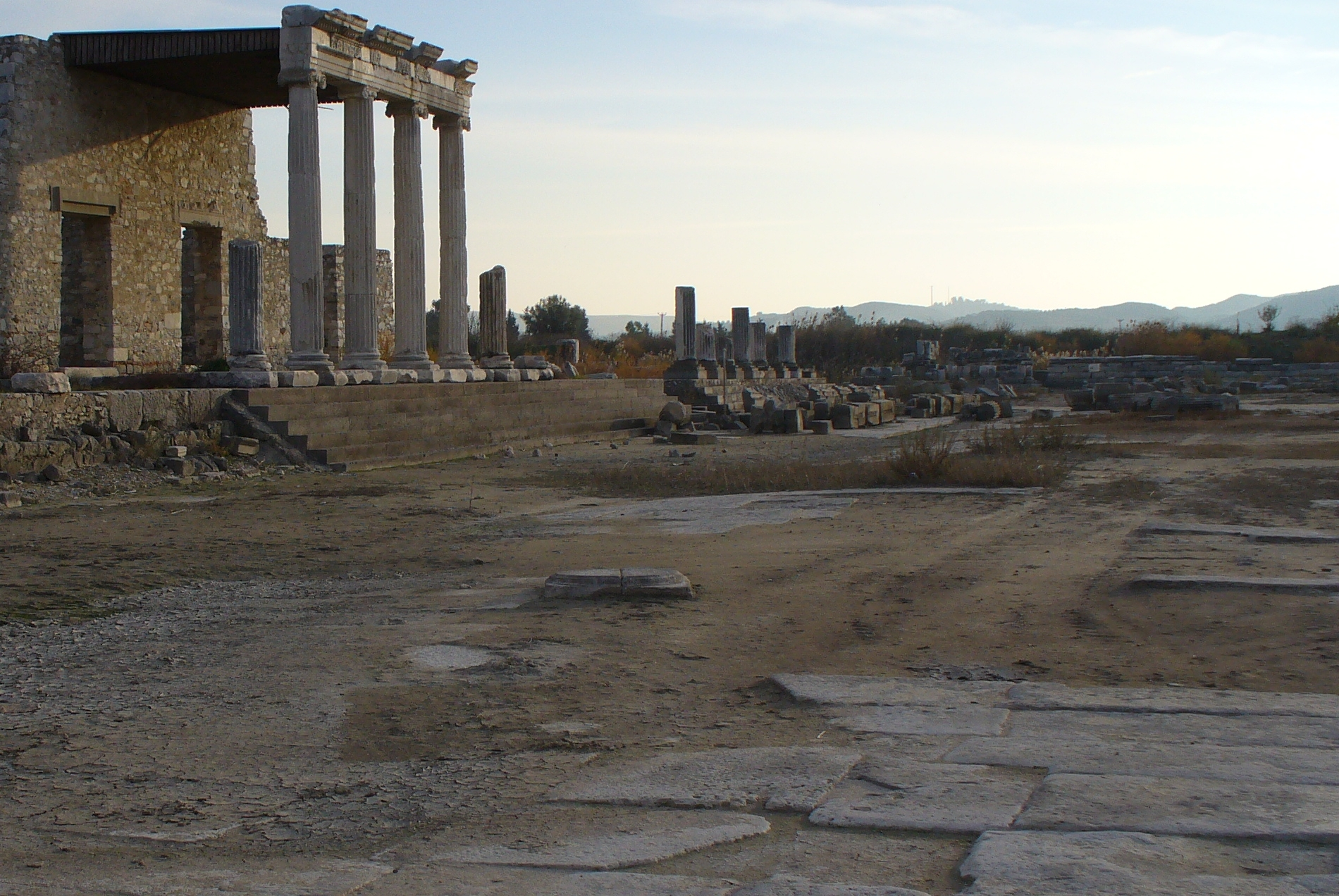
Rovine della stoà di Mileto.

Con la sconfitta della flotta ionica la rivolta poteva essere considerata effettivamente terminata. Mileto era strettamente cinta d'assedio e i Persiani la conquistarono usando ogni mezzo a loro disposizione. Secondo Erodoto la maggior parte degli uomini furono uccisi, mentre le donne ed i bambini furono ridotti in schiavitù. Le tracce archeologiche avvalorano questa tesi, infatti sono stati trovati segni di distruzione e di abbandono di gran parte della città proprio pochi giorni dopo Lade. Tuttavia alcuni Milesi rimasero in città, o vi ritornarono poco dopo, pensando che Mileto avrebbe, un giorno, ritrovato la sua antica grandezza.
Mileto fu così "lasciata vuota di Milesi"; i Persiani conquistarono la città e tennero quella ed il territorio costiero per sé, quindi cedettero il resto della terra di Mileto ai Cari. I prigionieri milesi furono portati da Dario, a Susa, che ordinò che si stabilissero sulla costa del Golfo Persico, vicino alla foce del Tigri.
Molti abitanti di Samo si preoccuparono vedendo le azioni dei loro generali a Lade e decisero di emigrare prima che il loro precedente tiranno, Eace da Samo, tornasse al governo dell'isola. Accettarono l'invito da parte del popolo di Zancle a stabilirsi sulla costa della Sicilia e portarono con loro i Milesi che erano riusciti a sfuggire ai Persiani. Samo, tuttavia, fu risparmiata dalla distruzione grazie alla defezione dei suoi soldati nella battaglia di Lade. La maggior parte della Caria si arrese ai Persiani, anche se alcune roccaforti dovettero essere prese con la forza.

### La campagna di Istieo

#### Chio
Quando Istieo seppe della caduta di Mileto si autonominò il capo della resistenza contro la Persia. Partito da Bisanzio con i soldati di Lesbo, navigò verso Chio. Gli abitanti di quell'isola si rifiutarono di accoglierlo, così attaccò e distrusse ciò che rimaneva della flotta di Chio. Bloccata dalle due sconfitte in mare, l'isola si sottomise quindi ad Istieo.

#### Battaglia di Malene
Istieo allora raccolse una grande armata di Ioni ed Eoli e pose l'assedio a Taso. Tuttavia ricevette la notizia che la flotta persiana stava salpando da Mileto per attaccare il resto di quella Ionia, così tornò in fretta a Lesbo. Per garantire il sostentamento al suo esercito condusse spedizioni di foraggiamento in terraferma vicino ad Atarneo e Miunte. Sfortunatamente c'era in zona un grande esercito persiano comandato da Arpago, che intercettò una spedizione di foraggiamento nei pressi di Malene. La battaglia che ne seguì fu combattuta molto tenacemente, ma terminò con una carica di cavalleria persiana che sfondò lo schieramento greco. Istieo si arrese ai Persiani, pensando che avrebbe potuto cercare di ottenere il perdono da Dario. Invece fu preso in custodia da Artaferne, il quale, consapevole del precedente tradimento di Istieo, lo fece giustiziare e mandò la sua testa imbalsamata a Dario.

### Operazioni finali
La flotta e l'esercito persiani svernarono a Mileto, per poi partire nel 493 a.C. per debellare definitivamente gli ultimi focolai della rivolta. Attaccarono e conquistarono le isole di Chio, Lesbo e Tenedo. In ognuna di quelle effettuarono dei rastrellamenti di truppe per scovare eventuali nascondigli dei ribelli. Quindi si concentrarono sulla terraferma e presero tutte le rimanenti città della Ionia, nelle quali cercarono altri ribelli come era avvenuto nelle isole. Erodoto dice che i Persiani scelsero i ragazzi più belli di ogni città e li castrarono, ed inviarono le più belle ragazze all'harem del re; quindi diedero fuoco ai templi. Anche se questo fatto è probabilmente vero, Erodoto sicuramente esagera la portata dei danni. In pochi anni le città tornarono alla normalità e riuscirono ad equipaggiare una grande flotta per la seconda guerra persiana, solamente 13 anni dopo.
L'esercito persiano riconquistò poi la parte asiatica della Propontide, mentre la flotta navigò lungo la costa europea dell'Ellesponto catturando tutte le città che incontrava. Dal momento che tutta l'Asia Minore era stabilmente tornata sotto il dominio persiano, la rivolta poteva considerarsi finalmente terminata.

## Conseguenze
Dopo aver punito i ribelli, i Persiani attuarono una politica di pace nei loro confronti. Poiché infatti queste regioni erano di nuovo territorio persiano, non aveva senso danneggiare ulteriormente le loro economie, magari per far scoppiare ulteriori ribellioni. Dario I quindi pensò a ristabilire un rapporto sereno con i suoi sudditi. Convocò i rappresentanti di ogni città ionica a Sardi e disse loro che da allora in poi, prima di arrivare ad una guerra, le controversie sarebbero state risolte mediante degli arbitri, per esempio da una corte di giudici. Inoltre riesaminò il territorio di ogni città per stabilire un tributo proporzionale alle sue dimensioni. Artaferne riconobbe l'avversione degli Ioni alla tirannia e riprese l'idea di un governo diretto sulla regione. L'anno successivo Mardonio un altro figlio adottivo di Dario, giunse in Ionia e abolì le tirannie sostituendole con democrazie. Il periodo di pace iniziato da Artaferne fu a lungo ricordato come giusto ed equo. Dario incitò attivamente la nobiltà persiana della zona a partecipare alle pratiche religiose greche, in particolare a quelle riguardo ad Apollo. Le cronache dell'epoca riferiscono che le nobiltà persiana e greca cominciarono ad unirsi con vincoli come il matrimonio ed ai figli dei nobili persiani furono dati nomi greci invece di persiani. Queste concessioni di Dario furono utilizzate come propaganda del Re presso i Greci del continente, tanto che nel 491 a.C., quando Dario mandò messaggeri in tutta la Grecia per chiedere la sua sottomissione (richiedevano questi infatti "terra e acqua"), inizialmente la maggior parte poleis accettarono le offerte, con le sole eccezioni di Atene e Sparta.
L'unica impresa incompiuta che rimaneva ai Persiani alla fine del 493 a.C. era la punizione di Atene ed Eretria per aver sostenuto la rivolta. Questa aveva gravemente minacciato la stabilità dell'Impero achemenide e gli Stati della Grecia continentale avrebbero continuato a farlo se non fossero stati affrontati. Dario cominciò così a progettare la completa conquista della Grecia, a cominciare con la distruzione di Atene ed Eretria.
La prima invasione della Grecia iniziò l'anno successivo, il 492 a.C., quando Mardonio fu inviato a completare la pacificazione della Ionia, tentando, se possibile, di sferrare degli attacchi ad Atene ed Eretria. La Tracia fu risottomessa dopo aver disobbedito alle leggi persiane durante la rivolta e la Macedonia fu costretta a diventare uno Stato vassallo della Persia. Tuttavia l'avanzamento della spedizione fu bloccato dal naufragio della flotta persiana. Una seconda spedizione fu lanciata nel 490 a.C. sotto il comando di Dati e Artaferne, figlio del satrapo omonimo. Quest'esercito navigò attraverso l'Egeo, soggiogando le isole Cicladi prima di arrivare ad Eubea. Eretria fu assediata, conquistata e distrutta, e le truppe si diressero in Attica. Sbarcate nella baia di Maratona, si scontrarono con un piccolo esercito ateniese e furono sconfitte nella battaglia di Maratona, che pose fine al primo tentativo di sottomettere la Grecia da parte dei Persiani.

## Importanza
La rivolta ionica è importante soprattutto in quanto scintilla delle guerre persiane, che comprendono le due invasioni della Grecia e le famose battaglie di Maratona, delle Termopili e di Salamina. Per i ribelli la rivolta si concluse con un fallimento e delle grosse perdite materiali ed economiche. Tuttavia, ad eccezione di Mileto, recuperarono in tempi relativamente brevi la loro ricchezza e prosperarono sotto il dominio persiano per i seguenti quarant'anni. Per i Persiani la rivolta fu importante in quanto primo approccio bellico con gli Stati della Grecia, a cui seguì una guerra che si protrasse per cinquant'anni con perdite considerevoli da ambo le parti.
Sotto l'aspetto militare è difficile trarre delle conclusioni certe dalla rivolta ionica oltre al fatto che Greci e Persiani si conobbero in quanto a modo di guerra. Gli Ateniesi, ed i Greci in generale, furono impressionati dalla potenza della cavalleria persiana, il che si rispecchia nel fatto che, successivamente, gli Elleni prestarono molta attenzione negli scontri con la cavalleria dei Persiani. Viceversa, sembra che i Persiani non abbiano capito o notato il potenziale bellico degli opliti greci, che rappresentavano la fanteria pesante. Nella battaglia di Maratona, nel 490 a.C., i Persiani tennero poco in considerazione gli opliti, e questo fu il vero motivo della loro sconfitta. Inoltre, nonostante la possibilità di reclutare fanteria pesante dai loro domini, i Persiani intrapresero la seconda guerra persiana senza farlo e perciò incontrarono nuovamente grandi problemi di fronte agli eserciti greci. È possibile che, data la facilità delle loro vittorie di Efeso, del Marsia e di Labraunda, i Persiani si limitarono ad ignorare, a loro spese, il valore militare della falange oplitica.